# В сауне
«В сауне» — картина маслом Аксели Галлен-Каллелы, написанная в 1889 году. Картина принадлежит коллекции художественного музея Атенеум.

## Содержание картины
На картине изображена семья Эколы, наслаждающаяся баней в затемнённой сауне. Дочь Эколы моет своего отца, сидя на скамейке на нижнем этаже, в то время как остальные люди сидят на высоких скамейках, а девочка растапливает камин в сауне. Доски на полу и внешний вид сауны указывают на то, что она долгое время служила баней. Голая девочка на переднем плане картины изображает скромную невинность в сауне. Галлен-Каллела хотел изобразить традиционную финскую сельскую жизнь, которая включала в себя посещение сауны. Он хотел избежать эротического оттенка в своей картине, потому что картина должна была висеть на стене у своего владельца.
Галлен-Каллела получил признание за свое умение изобразить ребенка. Также, ему хорошо удалось передать мерцающую сущность центральной фигуры на картине, то есть обнажённого ребенка на переднем плане. Картина Галлен-Каллелы считается произведением культурного значения.

## Предыстория
Живя в Эколе, Галлен-Каллела каждый вечер посещал сауну вместе с жителями Эколы и своим другом графом Луи Спарре. Однако картина «В сауне» - это образная ситуация, созданная на основе воспоминаний и впечатлений. Она была написана на тесной веранде сауны Эколы. Галлен-Каллела подарил картину Кнуту Тильгманну, позже Эрнст Тильгманн передал ее в коллекцию Атенеума в 1922 году. Галлен-Каллеле этот шаг не понравился, он в знак протеста написал куратору Атенеума Торстену Стерншанцу, сообщив ему, что картина в сауне является незаконченной работой и что он не хочет, чтобы она навсегда осталась на стенах галереи. Однако именно это и произошло.